# Pomnik Lotnika w Warszawie

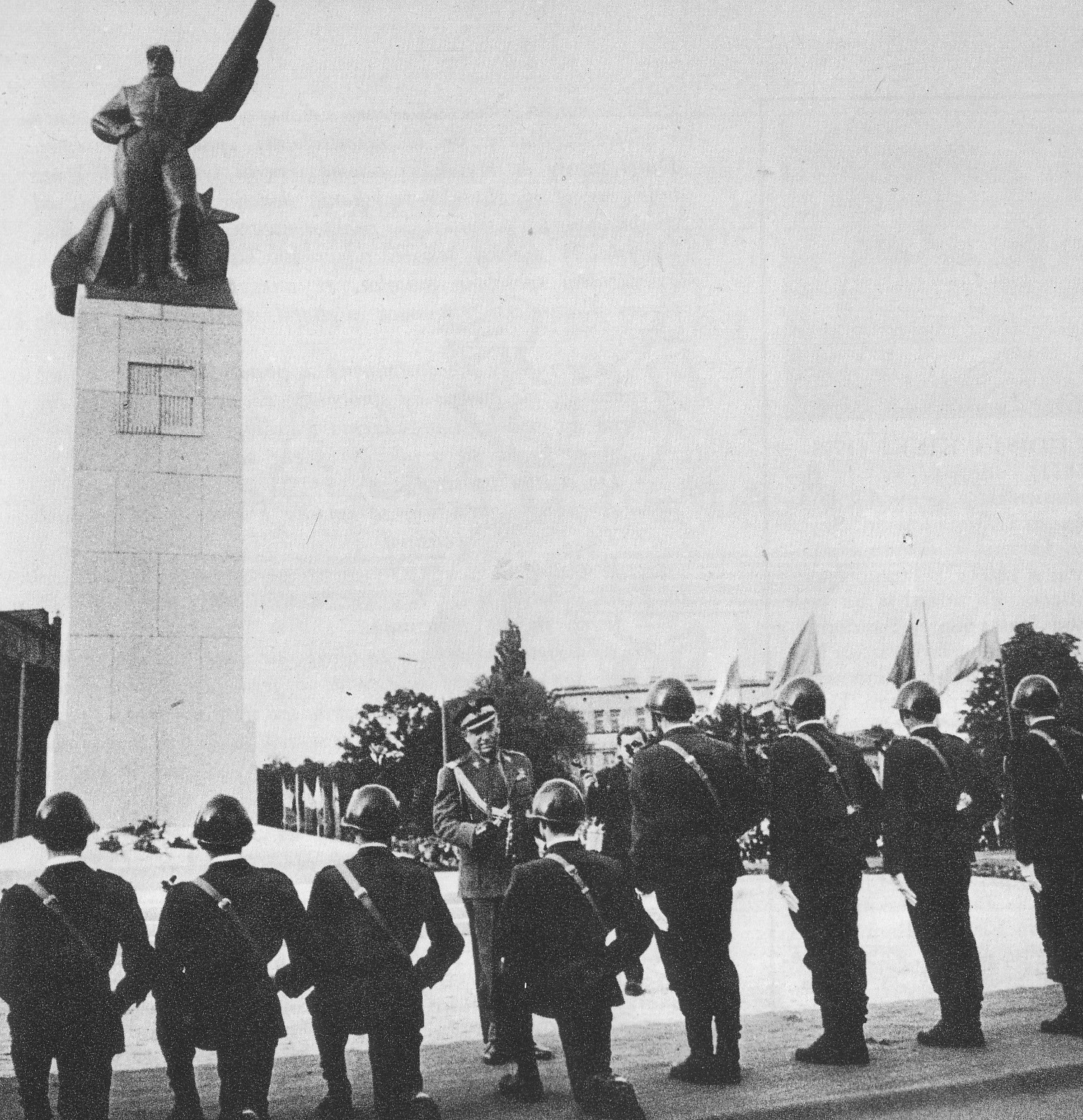
Promocja absolwentów szkół lotniczych przez marsz. Mariana Spychalskiego w czasie odsłonięcia zrekonstruowanego monumentu 9 września 1967

Pomnik Lotnika – monument upamiętniający polskich lotników znajdujący się na rondzie u zbiegu ulic Żwirki i Wigury, Wawelskiej i Raszyńskiej. 
Monument jest rekonstrukcją zniszczonego w 1944 pomnika z placu Unii Lubelskiej. Przedstawia stojącą postać lotnika podtrzymującego śmigło. 

## Historia

### Pierwszy pomnik (1932–1944)
Rzeźbę zaprojektował w 1923 Edward Wittig (artyście pozował major Leonard Zbigniew Lepszy). Model pomnika był prezentowany w 1929 na Powszechnej Wystawie Krajowej w Poznaniu. Odsłonięcia dokonano 11 listopada 1932 na placu Unii Lubelskiej (na skraju Pola Mokotowskiego, gdzie wówczas znajdowało się warszawskie lotnisko). Monument był zwrócony frontem w kierunku wylotu alei Szucha. Autorem granitowego cokołu był Antoni Jawornicki. Odlew figury lotnika wykonano w warszawskich Zakładach Metalurgicznych L. Kranca i T. Łempickiego. 
Budowa pomnika została sfinansowana ze składek społecznych oraz wpływów z imprez lotniczych. Pomnik był jednym z pierwszych w Europie monumentów poświęconych lotnictwu.
W 1942 na cokole pojawiły się kotwice Polski Walczącej wykonane przez Jana Guta i Jana Bytnara „Rudego” za pomocą specjalnie skonstruowanego przez „Rudego” tzw. wiecznego pióra. Po wojnie dwa kamienne bloki z cokołu, w tym ten ze śladem kotwicy, zostały przeniesione pod budynek Gimnazjum i Liceum im. Stefana Batorego w Warszawie, a w 1981 pod Muzeum Woli.
W 1944 pomnik został zniszczony przez Niemców podczas planowego wyburzania miasta po upadku powstania warszawskiego. Fragmenty rzeźby odnaleziono po wojnie na terenie wolskich zakładów Lilpop, Rau i Loewenstein
Szczątki oryginalnego cokołu pomnika Lotnika zostały porzucone w parku im. 13 września 1944 (od 2005 park im. płk. Jana Szypowskiego „Leśnika”) na Grochowie. Fragment cokołu został również wykorzystany do budowy pomnika Pamięci Pilotów RAF na Woli oraz pomnika Grenadierów przy ulicy Grenadierów.

### Rekonstrukcja i odsłonięcie (1967)
Po zakończeniu wojny z inicjatywą rekonstrukcji pomnika występowały m.in. „tygodnik Stolica” i czasopisma lotnicze. Formalny wniosek w tej sprawie złożyli radni Dzielnicowej Rady Narodowej Warszawa-Ochota, jednocześnie proponując nową lokalizację. Wniosek ochockich radnych został pozytywnie przyjęty przez władze miasta i ministra obrony narodowej Mariana Spychalskiego. Na Politechnice Warszawskiej odnaleziono również model pomnika. 
Zniszczony monument został wiernie zrekonstruowany przez Alfreda Jesiona na podstawie zachowanych materiałów Wittiga. Brązowy, 6-metrowy odlew o wadze 5 ton wykonały Gliwickie Zakłady Urządzeń Technicznych. Na frontowej ścianie 9-metrowego cokołu z jasnoszarego granitu śląskiego umieszczono wyrzeźbioną szachownicę lotniczą. Rzeźba lotnika została zwrócona w kierunku ul. Żwirki i Wigury. Postument i otoczenie pomnika zaprojektował Zygmunt Stępiński.
Odsłonięcia zrekonstruowanego monumentu dokonano 9 września 1967, na zakończenie obchodów Dni Lotnictwa, u wylotu reprezentacyjnej ulicy prowadzącej od portu lotniczego Warszawa-Okęcie, upamiętniających sławnych polskich lotników. Tego dnia pod pomnikiem odbyła się również uroczysta promocja absolwentów szkół lotniczych (Oficerskiej Szkoły Radiotechnicznej i Technicznej Oficerskiej Szkoły Wojsk Lotniczych), a następnie parada powietrzna i defilada wojskowa.

## Galeria

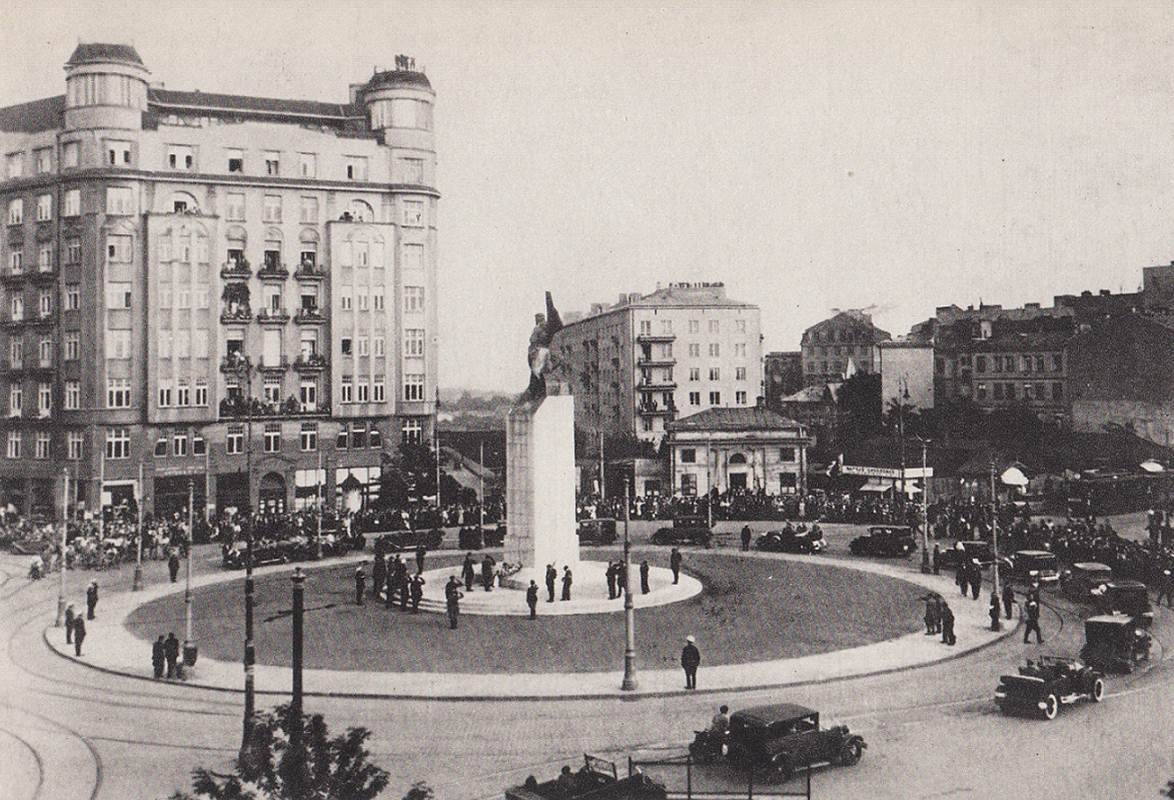
Monument w swojej pierwszej lokalizacji na placu Unii Lubelskiej
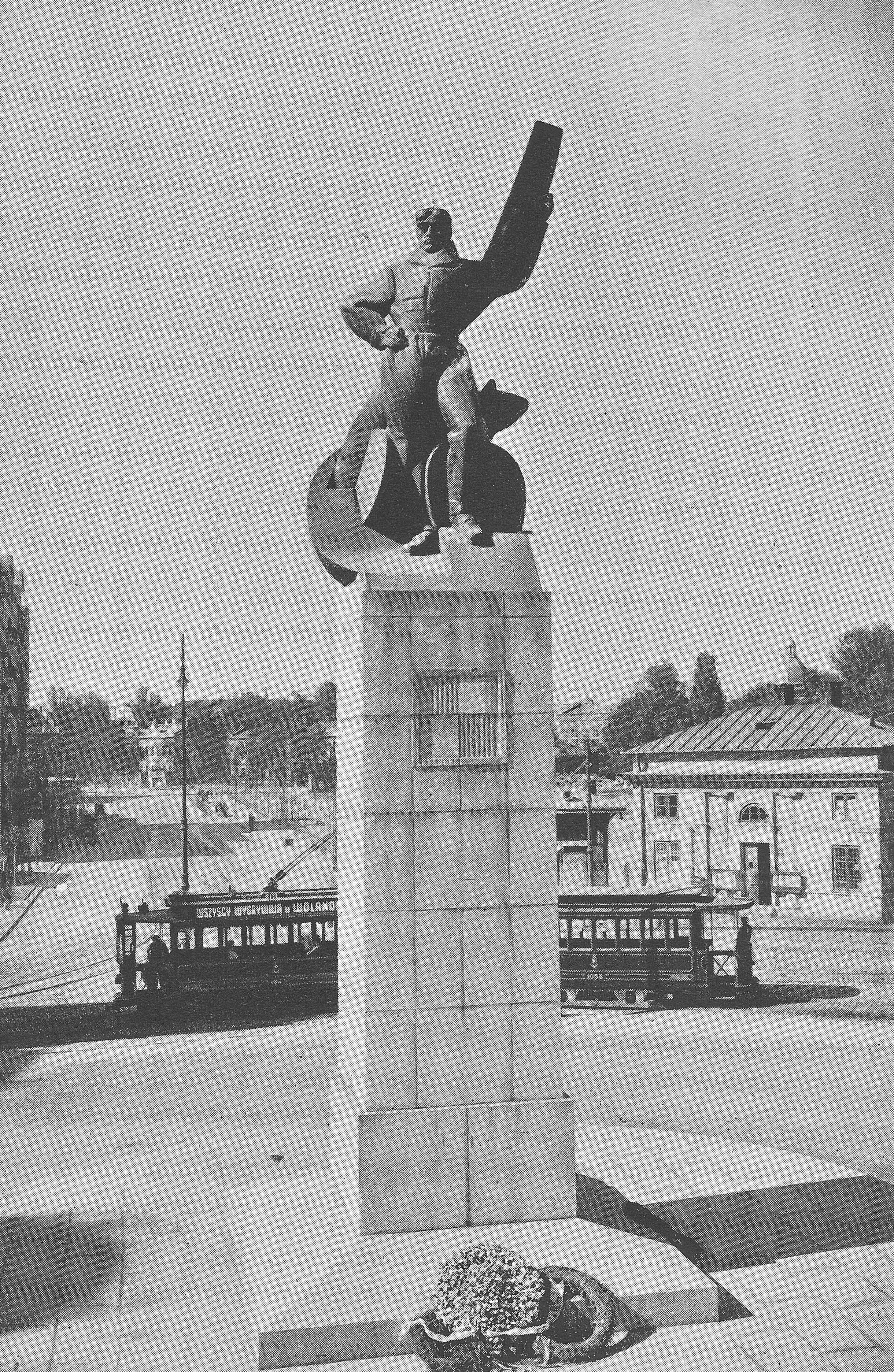
Zbliżenie pomnika, widok w kierunku ul. Puławskiej
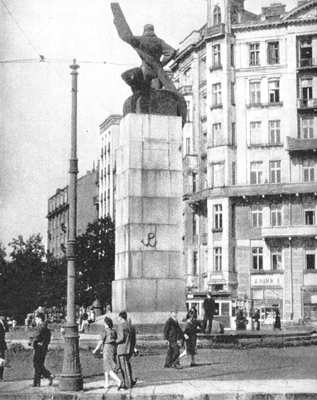
„Kotwica” – znak Polski Walczącej namalowany w 1942 na cokole pomnika przez Jana Bytnara
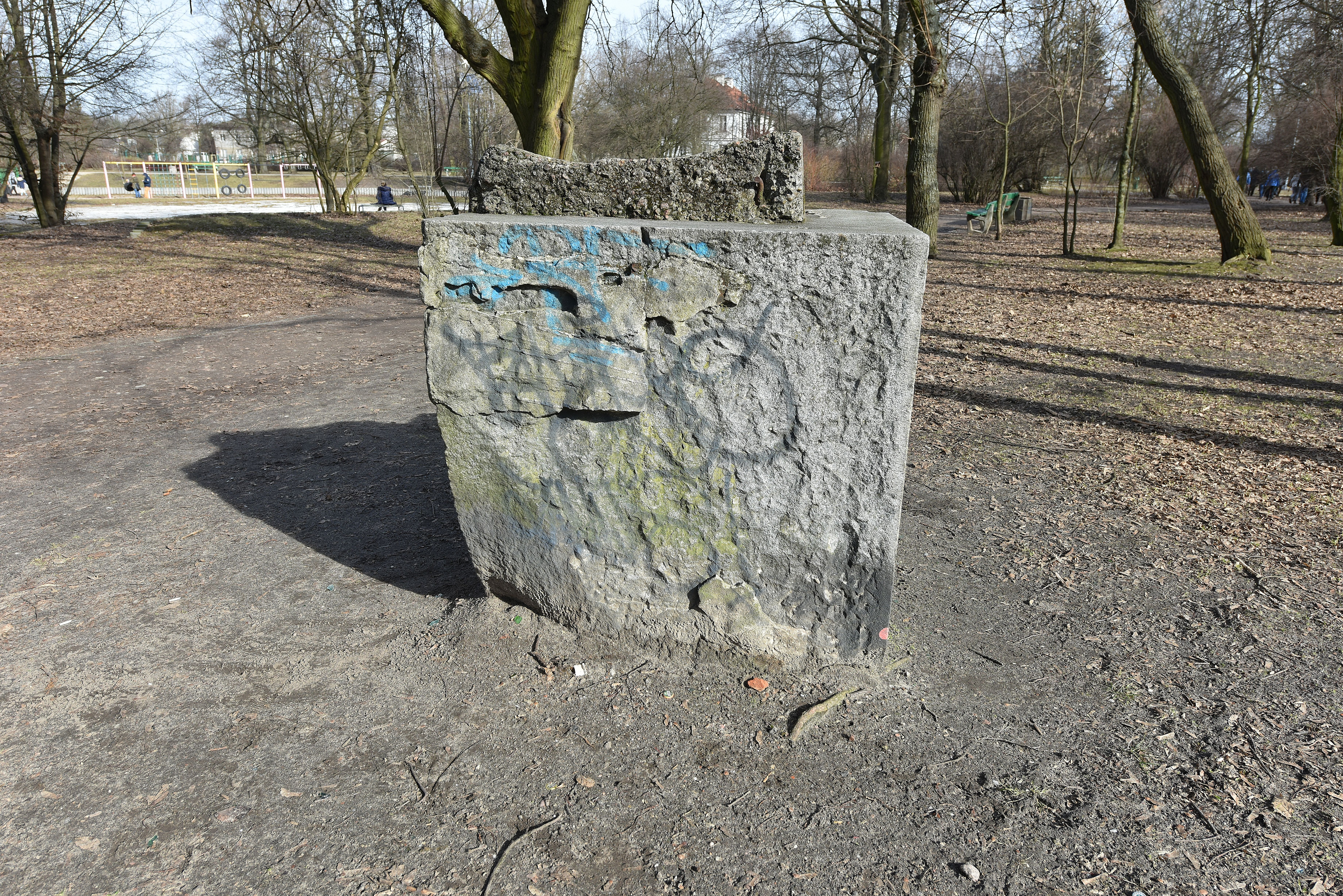
Fragment cokołu pomnika ustawiony w parku im. płk. Jana Szypowskiego „Leśnika”